# Helenoscoparia helenensis
Helenoscoparia helenensis là một loài bướm đêm trong họ Crambidae.